# Rödtjärnen (Tännäs socken, Härjedalen, 693452-134452)
Rödtjärnen är en sjö i Härjedalens kommun i Härjedalen och ingår i Ljusnans huvudavrinningsområde. Sjön har en area på 0,13 kvadratkilometer och ligger 782,4 meter över havet.

## Delavrinningsområde
Rödtjärnen ingår i det delavrinningsområde (692992-134329) som SMHI kallar för Utloppet av Lossen. Medelhöjden är 660 meter över havet och ytan är 135,89 kvadratkilometer. Räknas de 182 avrinningsområdena uppströms in blir den ackumulerade arean 1 355,81 kvadratkilometer. Avrinningsområdets utflöde Ljusnan mynnar i havet. Avrinningsområdet består mestadels av skog (70 procent). Avrinningsområdet har 31,78 kvadratkilometer vattenytor vilket ger det en sjöprocent på 23,4 procent.